# Gregg F. Gunnell
Gregg Frederick Gunnell (* 19. Juli 1954 in Grand Rapids, Michigan; † 20. September 2017 in Durham, North Carolina) war ein US-amerikanischer Primatologe und Paläontologe.

## Leben
Gunnell war der Sohn von V. Fred und Carollee Gunnell, geborene Crane. Seine Faszination für Fossilien entdeckte er im Teenager-Alter, als sein Onkel ihn mit in einen Steinbruch nahm, um nach Trilobiten zu suchen. 1972 schloss er die Houghton High School ab. 1976 erlangte er seinen Bachelor- und 1979 den Master-Abschluss in Anthropologie. 1986 wurde er mit der Dissertation Evolutionary history of microsyopoidea (mammalia, primates?) and the relationship of plesiadapiformes to primates in biologischer Anthropologie und Geologie an der University of Michigan zum Ph.D. promoviert. Anschließend arbeitete er mehr als zwei Jahrzehnte lang an der Seite seines Doktorvaters Philip D. Gingerich als Koordinator der Sammlungen von Wirbeltierfossilien im Museum of Paleontology in Michigan. Während seines Studiums in Michigan nahm er an seiner ersten Expedition zum Bighorn Basin im Nordwesten Wyomings teil, um in den etwa 50 Millionen Jahre alten Felsschichten nach Säugetierknochen zu graben. In einem Zeitraum von 40 Jahren verbrachte er mehrere Monate pro Jahr mit der Suche nach Fossilien in Wyoming, Indonesien, Pakistan, Sumatra und anderen Orten.
Neben seiner Feldarbeit studierte er die Fossilien in europäischen und afrikanischen Museumssammlungen. Mit Ausnahme von Rhode Island bereiste Gunnell jeden US-amerikanischen Bundesstaat sowie 30 Länder. Zu Beginn seiner Karriere widmete er sich vor allem den Primaten, doch im Jahr 2000 änderte sich seine Ausrichtung, nachdem er als Teil eines internationalen Wissenschaftlerteams nach Tansania gereist war, um ein urtümliches Seebett freizulegen. Dort fanden sie das fossile Skelett eines winzigen daumengroßen Tieres, das sich als Fledermaus entpuppte und den Namen Tanzanycteris erhielt. Dies markierte den Beginn von Gunnells Forschungen über den Ursprung der Fledermäuse.
Gunnell kam 2011 an die Duke University und übernahm die Leitung der Abteilung für fossile Primaten des Duke Lemur Center, einer Sammlung, die heute rund 32.000 fossile Exemplare aus Ägypten, Madagaskar, Kolumbien und Wyoming umfasst, die zwischen 55 Millionen und 500 Jahren alt sind. Einige Exemplare sind durch einen einzelnen Zahn, ein Kieferfragment oder einen Teilschädel repräsentiert, andere durch komplette Skelette.
Gunnell erhielt mehrere Zuschüsse, darunter einen von der National Science Foundation, um 3-D-Scans der Fossilien anzufertigen und sie online zu stellen. Er gab drei Bücher heraus und veröffentlichte mehr als 120 wissenschaftliche Arbeiten, nicht nur über Fledermäuse und frühe Primaten, sondern auch über Huftiere, Schuppentiere, Fleischfresser, Schlangen, Eidechsen, Fische sowie Geologie und Stratigraphie.

## Erstbeschreibungen von Gregg F. Gunnell
- Barbaturex morrisoni Head et al., 2013
- Cedrocherus aceratus Gunnell, 1994
- Sphacorhysis burntforkensis Gunnell, 1995
- Microsyops cardiorestes Gunnell, 1989
- Cantius simonsi Gunnell, 2002
- Unuchinia diaphanes Gunnell, 1988
- Ageitodendron matthewi Gunnell, 1995
- Vulpavus farsonensis Gunnell, 1998
- Wyomomys bridgeri Gunnell, 1995
- Gazinius bowni Gunnell, 1995
- Smilodectes sororis Gunnell, 2002
- Hesperolemur actius (Gunnell, 1995)
- Palaeoryctes cruoris Gunnell, 1994
- Lambertocyon gingerichi Gunnell, 1994
- Premnoides douglassi Gunnell, 1989
- Mops kerio Gunnell & Manthi, 2018
- Iridodon datzae Morlo & Gunnell, 2003
- Limnocyon cuspidens Morlo & Gunnell, 2005
- Dilophodon destitutus Zonneveld & Gunnell, 2003
- Esthonyx xenicus (Gingerich & Gunnell, 1979)
- Utahia carina Muldoon & Gunnell, 2002
- Rousettus pattersoni Gunnell & Manthi, 2018
- Turkanycteris harrisi Gunnell & Manthi, 2018
- Brachianodon westorum Gunnell & Gingerich, 1993
- Hapalorestes lovei Gunnell & Gingerich, 1996
- Dipsalidictis krausei Gunnell & Gingerich, 1991
- Saccolaimus kenyensis Gunnell & Manthi, 2018
- Bretzia nebrascensis Gunnell & Foral, 1994
- Mops turkwellensis Gunnell & Manthi, 2018
- Niptomomys thelmae Gunnell & Gingerich, 1981
- Esthonyx ancylion (Gingerich & Gunnell, 1979)
- Saharaderma pseudovampyrus Gunnell et al., 2008
- Palaeosinopa lacus Gunnell et al., 2016
- Rhinolophus maghrebensis Gunnell, Eiting & Geraads, 2011
- Indusius kaliae (Gunnell et al., 2008)
- Sulaimania arifi (Gunnell et al., 2008)
- Witwatia schlosseri Gunnell et al., 2008
- Loveina wapitiensis Gunnell et al., 1992
- Myotis belgicus Gunnell, Smith & Smith, 2017
- Khonsunycteris aegypticus Gunnell et al., 2008
- Notoparamys blochi Gunnell et al., 2016
- Witwatia eremicus Gunnell et al., 2008
- Panobius russelli Gunnell et al., 2008
- Myotis darelbeidensis Gunnell, Eiting & Geraads, 2011
- Eoictops novaceki Gunnell et al., 2016
- Qarunycteris moerisae Gunnell et al., 2008
- Miniopterus horaceki Gunnell, Eiting & Geraads, 2011
- Panobius amplior Gunnell et al., 2008
- Dhofarella sigei Gunnell et al., 2008
- Guangxicyon sineamericanus Zhai, Ciochon, Tong, Savage, Morlo, Holroyd & Gunnell, 2003
- Tanzanycteris mannardi Gunnell, Jacobs, Herendeen, Head, Kowalski, Msuya, Mizambwa, Harrison, Habersetzer & Storch, 2003
- Scotoecus olduvensis Gunnell, Butler, Greenwood & Simmons, 2015
- Nycticeinops serengetiensis Gunnell, Butler, Greenwood & Simmons, 2015
- Phasmatonycteris butleri Gunnell, Simmons & Seiffert, 2014
- Cardioderma leakeyi Gunnell, Butler, Greenwood & Simmons, 2015
- Aegyptonycteris knightae Simmons, Seiffert & Gunnell, 2016
- Phasmatonycteris phiomensis Gunnell, Simmons & Seiffert, 2014
- Onychonycteris finneyi Simmons, Seymour, Habersetzer & Gunnell, 2008
- Myzopoda africana Gunnell, Butler, Greenwood & Simmons, 2015

## Dedikationsnamen
2013 wurde Gunnell zu Ehren die fossile Primatenart Nsungwepithecus gunnelli benannt.